# Chipre en los Juegos Olímpicos de Pekín 2008
Chipre estuvo representado en los Juegos Olímpicos de Pekín 2008 por un total de 17 deportistas que compitieron en 6 deportes.  
El portador de la bandera en la ceremonia de apertura fue el tirador Yorgos Ajilleos. El equipo olímpico chipriota no obtuvo ninguna medalla en estos Juegos.